# Marasmarcha
Marasmarcha là một chi bướm đêm thuộc họ Pterophoridae.

## Các loài
- Marasmarcha aibasovi Ustjuzhanin, 2001
- Marasmarcha asiatica (Rebel, 1906)
- Marasmarcha bonaespei (Walsingham, 1881)
- Marasmarcha brevirostris Walsingham, 1915
- Marasmarcha cinnamomeus (Staudinger, 1870)
- Marasmarcha colossa Caradja, 1920
- Marasmarcha ehrenbergianus (Zeller, 1841)
- Marasmarcha fauna (Millière, 1871)
- Marasmarcha iranica Arenberger, 1999
- Marasmarcha lunaedactyla (Haworth, 1811)
- Marasmarcha lydia Ustjuzhanin, 1996
- Marasmarcha oxydactylus (Staudinger, 1859)
- Marasmarcha picardi Gibeaux, 1990
- Marasmarcha pulcher (Christoph, 1885)
- Marasmarcha rhypodactylus (Staudinger, 1870)
- Marasmarcha samarcandica Gerasimov, 1930
- Marasmarcha sisyrodes Meyrick, 1921
- Marasmarcha spinosa Meyrick, 1925
- Marasmarcha tugaicola Zagulajev, 1986
- Marasmarcha verax (Meyrick, 1909)